# Богза Володимир Григорович
Володи́мир Григо́рович Бо́гза (нар. 14 серпня 1946, Миколаїв) — український учений, кандидат технічних наук, доцент, директор науково-дослідного інституту агропромислових об'єктів та навчально-інформаційних технологій при Миколаївському національному аграрному університеті, вчений секретар Миколаївського обласного відділення Української асоціації по металевим конструкціям, технічний експерт Міністерства оборони України. Автор понад 50 наукових праць, 8 авторських свідоцтв, трьох патентів України та Росії. Співавтор книги «Реконструкция промышленных зданий» (Москва, 1989 р.). Нагороджений медаллю «За трудову доблесть», 2002 — знаком «Відмінник аграрної освіти та науки», 2004 — «Знак пошани». Має титул «Академік» за версією приватної компанії «Українська академія економічної кібернетики».

## Життєпис
Народився 14 серпня 1946 року у м. Миколаєві в родині будівельника. Після закінчення 7-го класу вступив до Миколаївського будівельного технікуму, який закінчив у 1964 р. Займався кульовою стрільбою — має перший розряд. Був у складі духового оркестру технікуму протягом всього навчання. Після цього працював майстром на будівництві Ольшанського цементного заводу. З грудня 1965 року по грудень 1968 року проходив службу у Повітряних силах на Далекому Сході. Після армії вступив на заочне відділення Одеського інженерно-будівельного інституту, який закінчив у 1975 р. Одночасно з 1969 р. пов'язав свою долю із суднобудівельною промисловістю — інженер, керівник групи, начальник відділу технічного обстеження та капремонту будівель і споруд НВП «Тор», член техкомісії Міністерства суднобудівної промисловості з нагляду за технічним станом будівель і споруд (м. Москва, 1989—1991 рр.). У 1984 р. захистив кандидатську дисертацію. З 1998 р. — вчений секретар Миколаївського обласного відділення Української асоціації з металевих конструкцій, академік Української академії економічної кібернетики. З 1996 р. — доцент кафедри вищої та прикладної математики Миколаївського державного аграрного університету, а з 2001 р. — директор НДІ агропромислових об'єктів і навчально-інформаційних технологій.
Під безпосереднім керівництвом В. Г. Богзи розроблено технічну документацію та збудовано фізкультурно-оздоровчий комплекс для приладобудівельного заводу «Салют» в м. Москва; розроблені галузеві технічні матеріали щодо експлуатації підкранових конструкцій під вантажопіднімальне обладнання; виконано реконструкцію випробувальних басейнів в Акустичному інституті ім. Крилова (м. Москва, 1984—1985 рр.), розроблено технічну документацію на будівництво сталевих конструкцій радіолокаційних веж і щогл висотою 27, 30, 35, 60 та 70 м за замовленням ДП «Дельта-лоцман» та ІІМС; розроблено робочі креслення серії типових конструкцій сталевих каркасів прогинами 10-48 м (за шифром У-1.820-3, 1995—2001 рр.).
В. Г. Богза брав участь із розробки заходів щодо забезпечення безаварійного транспортування ракет SS-20 від району дислокації у Миколаївській області до пункту знищення за замовленням американської фірми «BECTEL» (2000 р.).
Автор розробки нових типів збірно-розбірних універсальних силосів ємністю 20-500 т за замовленням Мінекономіки України (2002—2004 рр.)

## Основні напрями наукової та практичної діяльності
- Розробка нових конструктивних форм стальних каркасів з універсальних елементів.
- Дослідження роботи стальних будівельних і машинобудівельних конструкцій за межами пружності та при зміненні розрахункової схеми.
- Технічна діагностика будівель, споруд та їх елементів.

Бере участь у підготовці наукових кадрів: був офіційним опонентом при захисті трьох кандидатських дисертацій.